# Партийный список

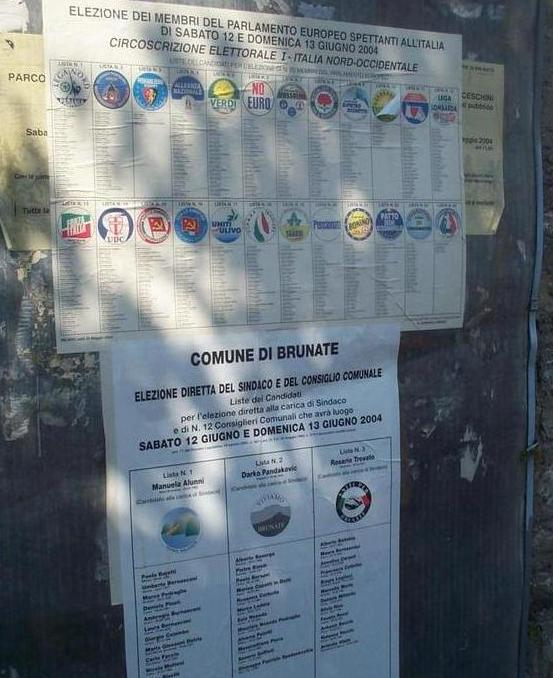
Представление партийных списков на выборах в Италии

Партийный список (юридически: единый избирательный округ) — на выборах в представительные органы власти, проводимых по пропорциональной системе, список кандидатов от одной партии или иного избирательного объединения. Правила формирования и выдвижения списка определяются законодательством соответствующих государств, уставами избирательных объединений и прочими факторами. Порядок расположения кандидатов в списке определяет и распределение между ними выигранных партией мест в представительном органе.

## Типология
По итогам выборов места между кандидатами распределяются пропорционально поданным голосам согласно порядковым номерам в партийном списке. В зависимости от метода определения данного порядка выделяется несколько типов списков. Основных типов два. Закрытый список — наиболее распространённая форма, при которой избиратель голосует за один из предложенных списков целиком, в том виде, в котором он представлен. Каждая из участвующих в выборах партий располагает своих кандидатов в партийном списке в порядке предпочтения.
Однако в некоторых странах голосующий может в известной степени повлиять на распределение мест внутри избранного списка. Список, внутри которого избиратель также может выбрать одного или нескольких предпочтительных кандидатов, называется открытым. Для определения числа мест, полученных партией, сумма голосов за всех её кандидатов складывается, а порядковый номер каждого отдельного кандидата определяется предпочтениями избирателей. Конкретная реализация данного принципа разнится от страны к стране и зависит от принятого метода голосования. Избирателю может быть предоставлено право выбрать весь список или отдельного кандидата из него (Бельгия, Дания), нескольких кандидатов из одного списка (Италия) и даже кандидатов из разных списков. В Люксембурге и Швейцарии по открытым спискам возможно кумулятивное голосование.

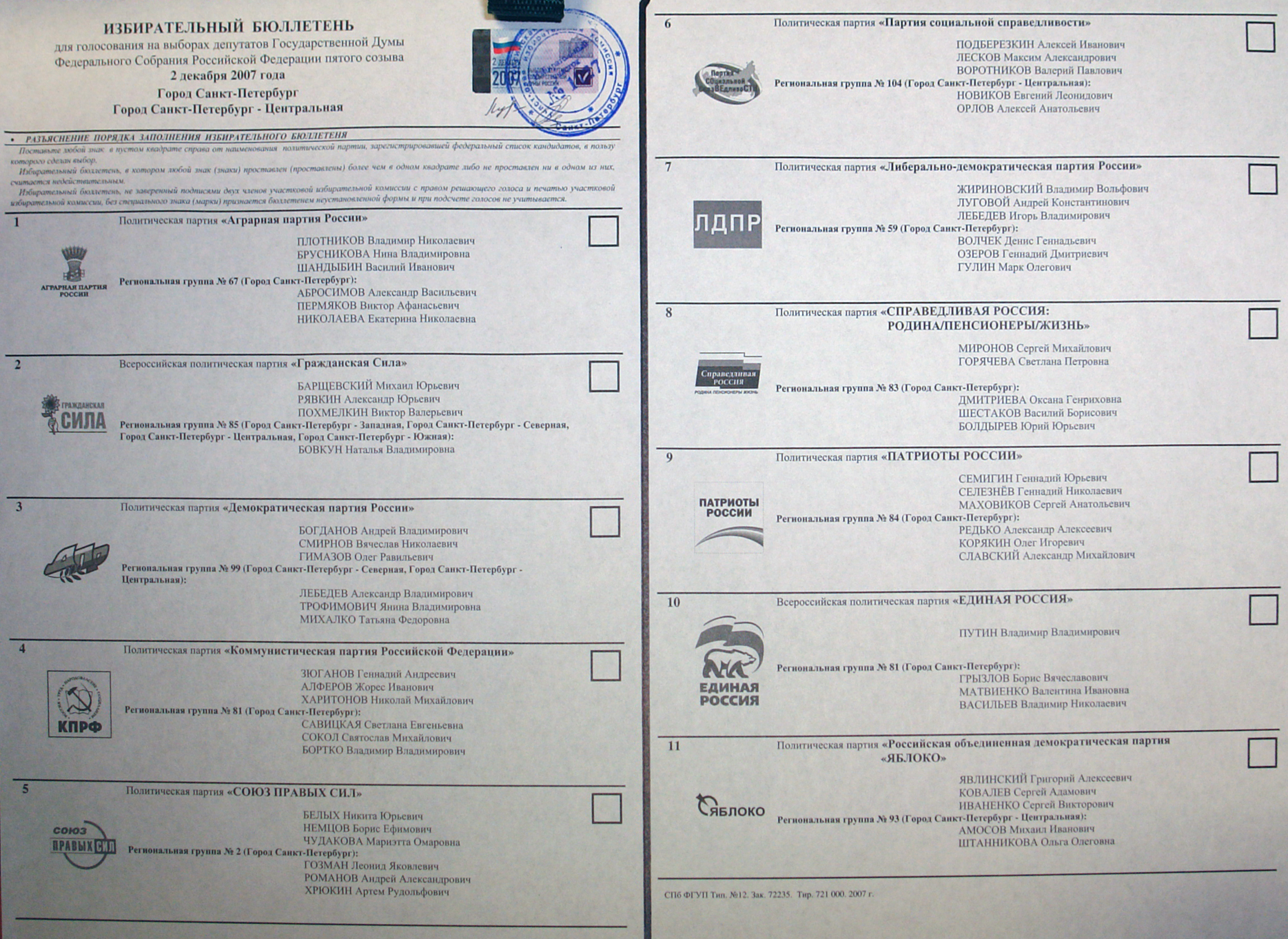
Представление федеральной части партийного списка и региональных групп в российском избирательном бюллетене

В качестве отдельной разновидности может быть выделен региональный список. По сути это закрытый список, на состав которого избиратель повлиять не может, однако позиции кандидатов, как и в открытом списке, определяются по итогам голосования. Каждый из кандидатов, выдвинутых партией, закрепляется за определённой территорией — округом или регионом. Число мест пропорционально распределяются между партиями, а мандаты получают наиболее успешные кандидаты от каждой партии, получившей свою квоту. Выборы с использованием этой модели списка часто приводят к курьёзу: успешный кандидат может не получить место, если его однопартийцы выступят лучше, однако проигравший ему прямой соперник занимает место, оказавшись среди лучших в своей партии.
В России принята более сложная структура партийного списка. Он делится на общую и местные части. Общая включает в себя кандидатов, представляющих партию на всей территории, где проводятся выборы. На думских выборах она называется федеральной частью списка. Закрепилось также название «федеральная тройка», но в ней может быть представлено и меньше, и больше трёх кандидатов. Члены общей части списка при распределении мест имеют приоритет и в случае преодоления их партией процентного барьера гарантированно занимают депутатские кресла. Остальные кандидаты разбиты на региональные группы. Один кандидат может значиться только в одной из частей партийного списка: либо в федеральной части, либо в одной из региональных групп. В этой модели при распределении мест учитывается популярность партии в том или ином регионе. Такая система призвана нивелировать один из признанных недостатков пропорциональной системы — потерю связи депутатов с избирателями и регионами. Подобная же система распространяется и на региональные выборы по пропорциональной системе: во главе списка стоят кандидаты из общерегиональной его части, остальные же привязаны к избирательным округам. В редких случаях в середине 2000х годов использовались открытые списки.
Гибридный вариант представляет собой принятая в ряде стран Латинской Америки модель, называемая по-испански ley de lemas, в которой партиям предоставляется право выставить от своего имени несколько закрытых списков, результаты которых суммируются при распределении мест между партиями, но учитываются отдельно при определении кандидатов, их занимающих. То есть, как и в открытом списке, избиратель может прямо выразить свои предпочтения. По такой системе могли проходить выборы и на индивидуальные посты (выборы мэра, губернатора), что служило поводом для её критики.

## Формирование и выдвижение
Правила формирования и выдвижения списков кандидатов могут существенно различаться в разных странах. Общие принципы в той или иной степени определяются законодательством и могут быть связаны с установленной для данных выборов избирательной системой. Закон также может требовать определённых внутрипартийных процедур для определения имён кандидатов. В рамках законодательства эти процедуры могут регламентироваться уставом и другими партийными документами. Например, в России закон предусматривает выдвижение партийного списка съездом при тайном голосовании. Более конкретных процедур при этом не определено, и в этих пределах партии вольны сами определять состав и порядок кандидатов в списке. Так, в устав партии «Единая Россия» внесено положение о выдвижении списка кандидатов по итогам предварительного внутрипартийного голосования. Избирательное право России эту норму не предписывает, хотя члены думской фракции озвучивали желание сделать проведение так называемых «праймериз» общеобязательным при выдвижении партийных списков.
В установленных нормативными документами пределах на формирование партийного списка оказывают влияние разнообразные факторы. Так, учитывается популярность кандидата среди населения. Известный деятель, пользующийся доверием избирателей, может принести партии дополнительные голоса и позволить занять депутатские места ещё нескольким представителям своей партии. С той же целью могут использоваться паровозы — авторитетные личности, часто не связанные с политикой, которые после избрания передают свой мандат другим, менее известным, кандидатам из списка.
Однако наибольшее влияние на партийные списки оказывают непосредственно внутрипартийные процессы, часто скрытые от посторонних наблюдателей. Нередко составление списка сопровождается аппаратной борьбой. Значительное влияние оказывают политические и финансовые связи кандидатов, их вес не столько среди электората, сколько среди элиты. Кандидаты могут быть связаны с тем или иным лобби, отмечаются и случаи прямой покупки мест в партийных списках. Поскольку решающая роль при формировании закрытых списков принадлежит руководству партии, существенен и фактор близости потенциального кандидата к партийной верхушке. Одним из определяющих факторов для списков избирательных блоков и коалиций из нескольких партий являются договорённости между организациями-участниками блока о представленности в списке членов каждой из них. Разногласия по данному вопросу могут послужить распаду коалиции.

## Комментарии
1. ↑  Корректность употребления данного термина в случае Единой России оспаривается.